# Копитарева градина
Копитарева градина је трг у Београду, као и крај града у непосредној околини трга, у општини Стари град.

## Положај
Копитарева градина се налази у источном делу општине Стари град, на простору ограниченом улицама део улице Џорџа Вашингтона, Хиландарском (леви фронт), део улице Шафариковом, Ђуре Даничића, Јалене Ћетковић, Булеваром деспота Стефана, и самим тргом Копитарева градина. Суседни крајеви града су Јевремовац (на истоку), Палилула (на југоистоку), Трг Републике (на западу) и Дорћол (на северу).

## Историја
Овај крај града се у почетку звао Митрополитова башта, али је име касније промењено у Копитарева градина, по Јернеју Копитару, словеначком филологу и сараднику Вука Караџића, познатог реформатора српског језика и писма. Подручје је највећим делом урбанизовано у периоду између 1900. и 1914. године.

## Одлике
Копитарева градина је јединствена у Београду по својим амбијенталним и архитектонским одликама. Крај је урбанизован у првим деценијама 20. века, а свој изглед је углавном задржао до данас. Одликује се низовима ниских, стамбених објеката са двориштима на страни од улице. Стамбени објекти уоквирују озелењен трг и формирају уједначену и мирну амбијенталну целину. У овом амбијенту зграде, поред архитектонских вредности, представљају и меморијалне објекте познатих научника, књижевника, уметника, архитеката и трговаца. Подигнути до Првог светског рата су: Кућа Јована Цвијића, Љубе Стојановића, Лазе Лазаревића, Милана Антоновића, Панте Тадића, Петра Путника, Цветка Савчића, Голштајна, Аћима Марковића, Матерног. У периоду између два светска рата подигнути су објекти већих висина: Атеље Петра Палавичинија, Кућа Олге Јовановић, Кућа Ђорђа Радина, Кућа Андрије Маринковића и других. После Другог светског рата настављена је изградња, али и доградња постојећих објеката. Преовлађујући стилови су класицизам (са академизмом), представљен делима архитекте Сретена Стојановића, и сецесија, чији пример представљају дела Милана Антоновића. Сам трг је релативно изолован од главних путева и нема саобраћајни значај. У Хиландарској улици се налази музеј, спомен кућа Лазе Лазаревића, Хиландарска 7, и Музеј Јована Цвијића у улили Јелене Ћетковић 5.
Као значајна културно-историјска целина, Копитарева градина је проглашена за културно добро заштићено законом 27. децембра 1968. године.
Данашња структура Копитареве градине пружа неравномерну и неуједначену просторну слику као последица деловања нужних историјских противуречности, сама по себи, структура амбијента веома је карактеристична и типичан је пример градске стамбене архитектуре у развоју Београда у првој половини 20. века, који је временом постао изузетак у урбаној конституцији савременог доба.